# Schistocarpha paniculata
Schistocarpha paniculata là một loài thực vật có hoa trong họ Cúc. Loài này được Klatt miêu tả khoa học đầu tiên năm 1892.